# Stirellus bicolor
Stirellus bicolor är en insektsart som beskrevs av Van Duzee 1892. Stirellus bicolor ingår i släktet Stirellus och familjen dvärgstritar. Inga underarter finns listade i Catalogue of Life.